# مظفرنامه
مظفرنامه فیلمی به کارگردانی و نویسندگی محمدرضا ورزی و تهیه‌کنندگی سید محسن جاهد ساخته سال ۱۳۸۶ است که با همکاری شبکه پنج و سحر ساخته شد.

## خلاصه فیلم
داستان مظفرنامه به روایت بخشی از تاریخ معاصر ایران می‌پردازد. ماجرا از ترور ناصرالدین‌شاه قاجار آغاز شده و با امضای حکم مشروطیت توسط مظفرالدین شاه به پایان می‌رسد.